# Monorail de Jacksonville
Le monorail de Jacksonville (en anglais : Jacksonville Skyway, également appelé JTA Skyway) est un monorail situé à Jacksonville dans l'État de Floride aux États-Unis. Chaque rame, pouvant compter de deux à six voitures, est pilotée par l'ATC (Automatic Train Control), et se déplace jusqu'à une vitesse de 56 km/h (35 mph).

## Histoire
La première étude est réalisée par le département des transports de Floride et le département de planification de la ville de Jacksonville, en concertation avec les citoyens. En 1977, ces deux organismes confient le projet à l'Autorité des transports de Jacksonville (JTA) pour le développement et la mise en œuvre. Après l'achèvement d'une étude de faisabilité de 18 mois, Jacksonville est sélectionné par le gouvernement fédéral, Urban Mass Transit Administration, comme l'une des sept villes participantes à l'échelle nationale au programme Downtown Peoplemover. Le plan prévoit la construction d'un premier tronçon de quatre kilomètres.
Les travaux de la phase IA comprenant un tronçon de 1,1 km et trois stations (Terminal, Jefferson et Central) commencent en 1984. La ligne, ouverte en 1989, est exploitée avec le système français Véhicule automatique léger (VAL) et  deux rames VAL 256.
La mise en œuvre de la suite du réseau de quatre kilomètres de la phase I s'engage en 1992. Les négociations avec Matra pour fournir des systèmes pour les nouvelles extensions n'aboutissent pas. En octobre 1994, Bombardier obtient le contrat pour les nouvelles extensions ainsi que le remplacement du système existant. L'entreprise fournit une version de ses véhicules monorail UM III qui sont semblables à ceux actuellement en usage à l'aéroport international de Tampa en Floride. Ces nouveaux véhicules fonctionnent sur un faisceau de monorail, 86,4 cm de large et 71,1 cm de profondeur. Les rails reposent sur une voie de guidage qui est de 3,35 m de large et est construit avec 76,2 cm de haut de chaque côté pour réduire le bruit, le drainage de l'aide et assurer la protection du personnel. Le service est interrompu le 15 décembre 1996.
Les rames VAL 256 sont revendues à la ligne desservant l'aéroport de Chicago O'Hare.

## Caractéristiques

### Stations

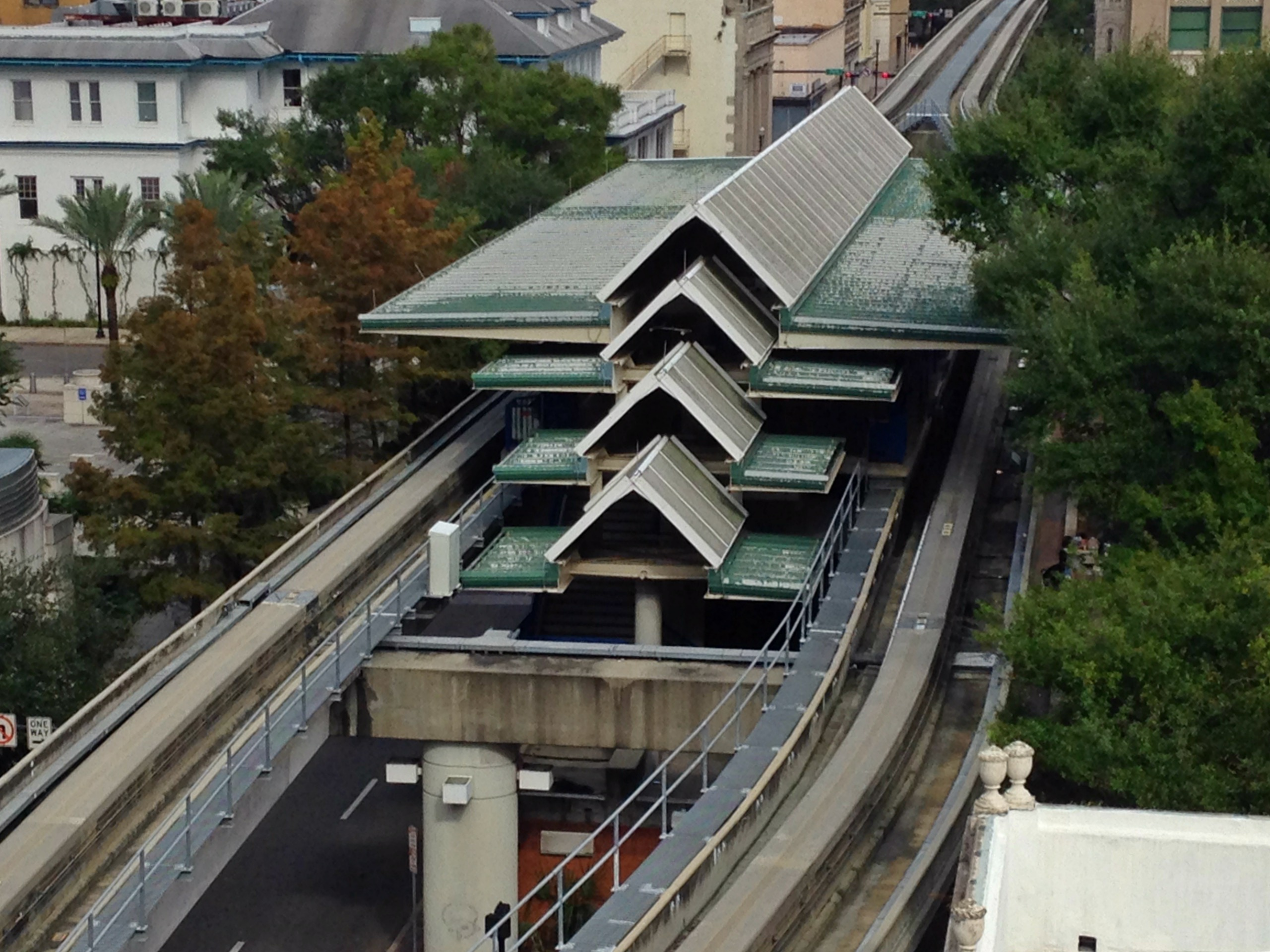
Hemming Plaza station

Toutes les stations font 36,6 m de long et sont conçues pour accueillir des trains composés de deux à six voitures. La largeur du quai des stations est généralement de 8,5 m, mais peut être plus large dans les stations multimodales.
- Tous les trains:
  - Rosa L. Parks/FCCJ
  - Hemming Plaza
  - Central
- Branche Convention Center:
  - Jefferson
  - Convention Center
- Branche Kings Avenue:
  - San Marco
  - Riverplace
  - Kings Avenue

## Matériel roulant
| Numéros | Composition | Modèle                | Mise en service | Retrait | Particularités                                |
| ------- | ----------- | --------------------- | --------------- | ------- | --------------------------------------------- |
| 01-01   | Monocaisse  | VAL 256               | 1987            | 1996    | Revendues à l'Airport Transit System en 1996. |
| 101-108 | Bi-caisse   | Innovia Monorail (en) | 1997            | -       | Exploitation en unité multiple possible.      |

## Controverses
Le Skyway a été l'un des principaux points de discorde à Jacksonville. Il a été suggéré  qu'il s'agit d'un « train de nulle part ». Certains critiques ont suggéré que les extensions dans les quartiers voisins comme Riverside, San Marco, et Springfield permettraient d'améliorer l'utilité de la ligne.